# Anatoli Lukiánov
Anatoli Ivánovich Lukiánov (en ruso: Анатолий Иванович Лукьянов, Smolensk, 7 de mayo de 1930-Moscú, 9 de enero de 2019) fue un político comunista ruso, que se desempeñó como presidente del Sóviet Supremo de la Unión Soviética entre marzo de 1990 y agosto de 1991. Luego fue uno de los fundadores del Partido Comunista de la Federación Rusa.
Fue uno de los primeros aliados políticos de Mijaíl Gorbachov, apoyando sus esfuerzos en temas como la lucha contra la corrupción y el inicio de reformas en la economía. Sin embargo, a partir de 1987-1988, simpatizó cada vez más con la nomenklatura del Partido Comunista de la Unión Soviética, previendo que las políticas de Gorbachov conducirían al colapso soviético.

## Biografía

### Primeros años
Nació en Smolensk el 7 de mayo de 1930, hijo de un oficial del Ejército Rojo que murió en acción durante la Segunda Guerra Mundial. Se graduó de la Facultad de Derecho de la Universidad Estatal de Moscú en 1953, y también fue miembro de la Komsomol. Durante sus años en la facultad de derecho, se hizo amigo de Mijaíl Gorbachov, quien también estudiaba allí en ese momento, convirtiéndose en uno de los primeros aliados políticos del futuro líder.

### Carrera temprana
De 1956 a 1961, trabajó como asesor jurídico en la Comisión Jurídica del Consejo de Ministros de la Unión Soviética. Más tarde fue asesor en redacción de leyes en el Sóviet Supremo y trabajó en cuestiones de derecho constitucional en el Comité Central. También se desempeñó como asesor constitucional de los gobiernos de la República Popular de Polonia y la República Popular de Hungría.

### Carrera política
Entre 1975 y 1977, trabajó en la redacción de la Constitución de la Unión Soviética de 1977, que reemplazó a la Constitución soviética de 1936. Desde 1977 hasta 1983, fue jefe de la Secretaría del Sóviet Supremo de la Unión Soviética. También fue miembro destacado de la Comisión Central de Auditoría. Fue miembro del Secretariado del Comité Central del Partido Comunista de la Unión Soviética (1987-1988) y candidato a miembro del Politburó (1988-1990).
Fue elegido vicepresidente del Sóviet Supremo de la Unión Soviética en marzo de 1989 y presidente al año siguiente. En 1991, Iván Siláyev lo acusó de ser la fuerza principal detrás del intento de golpe de Estado de 1991. Fue arrestado el 29 de agosto de 1991 y estuvo detenido durante quince meses acusado de conspiración. Durante toda la investigación, negó su complicidad.
Fue presidente del Consejo Consultivo Central del Partido Comunista de la Federación Rusa y asesor principal del líder del partido Guennadi Ziugánov, desde que cofundó el partido en 1993.
Fue elegido diputado de las tres primeras Dumas Estatales de la Federación de Rusia (en 1993, 1995 y 1999). Su último cargo político fue el de presidente del comité de Derecho Constitucional de la Duma. No participó en las elecciones de 2003 y se convirtió en miembro del directorio de la empresa OEG Petroservis.

### Fallecimiento
Fue encontrado muerto en su casa de Moscú el 9 de enero de 2019, a los 88 años, después de sufrir una enfermedad no especificada. Fue enterrado en el Cementerio Troyekúrovskoye de Moscú el 11 de enero.